# Gmina Black Hawk (hrabstwo Black Hawk)
Gmina Black Hawk (ang. Black Hawk Township) – gmina w USA, w stanie Iowa, w hrabstwie Black Hawk. Według danych z 2020 roku gmina miała 2933 mieszkańców.